# Landquart GR
| GR ist das Kürzel für den Kanton Graubünden in der Schweiz. Es wird verwendet, um Verwechslungen mit anderen Einträgen des Namens Landquart zu vermeiden. |

Landquart, historisches Luftbild von Werner Friedli von 1963

Landquart ist eine politische Gemeinde und Hauptort der Region Landquart im Schweizer Kanton Graubünden.
Die Gemeinde wurde am 1. Januar 2012 aus den bisherigen Gemeinden Igis und Mastrils gebildet. Der Ortsteil Landquart gehörte zum Gemeindegebiet von Igis und hatte sich im 20. Jahrhundert um den Bahnhof Landquart gebildet. 

## Geschichte
1582 bis 1830 stand im heutigen Landquart nur ein Zollhaus. 1847 wurde die Rhein-Landquart-Korrektion abgeschlossen. 1858 entstand in Landquart eine Station der Linie St. Gallen-Chur der Vereinigten Schweizerbahnen. Um diesen Bahnhof entwickelte sich Landquart: 1860 wurde eine Glasbläserei gegründet, bald darauf erfolgte die Eröffnung einiger Hotels. 1863 nahm in Landquart Fabriken die erste Holzstofffabrik der Schweiz ihren Betrieb auf, die seit 1874 Papier herstellt.

## Wappen
| Wappen von Landquart GR | Blasonierung: «Schrägrechts geteilt von Silber und Schwarz, in Silber springender gezierter schwarzer Steinbock, eine Fackel mit rot-gelber Flamme tragend, in Schwarz pfahlgestellt gestürzter silberner Schlüssel» |
| Wappen von Landquart GR | |

## Bevölkerung

### Bevölkerungsentwicklung
Die Einwohnerzahlen entwickelten sich wie folgt:
| Jahr      | 2012 | 2013 | 2014 | 2015 | 2016 | 2017 | 2018 | 2019 |
| --------- | ---- | ---- | ---- | ---- | ---- | ---- | ---- | ---- |
| Einwohner | 8458 | 8498 | 8692 | 8822 | 8854 | 8849 | 8889 | 8926 |

### Religionen – Konfessionen
| Konfession | evangelisch | katholisch | andere / ohne |
| Anteil     | 30,6 %      | 30,4 %     | 39,0 %        |

## Verkehr und Wirtschaft
Landquart ist ein wichtiger Verkehrsknotenpunkt und Industriestandort am südlichen Ufer des gleichnamigen Flusses. Die Sicherheitspapierfabrik Landqart ist der Hersteller des Papiers für die Banknoten des Schweizer Frankens und Lieferant zahlreicher weiterer Nationalbanken. Bedeutend ist überdies die landwirtschaftliche Ausbildungsstätte Plantahof.
Weitherum bekannt ist der Bahnhof Landquart, auf welchem von den normalspurigen Schweizerischen Bundesbahnen (SBB) auf die meterspurige Rhätische Bahn umgestiegen wird, um ins Prättigau und nach Davos oder ins Unterengadin zu gelangen. Bei der Strecke Landquart–Davos handelt es sich um die älteste, bei der Verlängerung ins Unterengadin um die neueste der Rhätischen Bahn. Nach Chur verkehren die SBB (ohne Halt) und die RhB (Regionalzüge) nebeneinander.
Wer zu Fuss ins Prättigau gelangen will, schlägt ab dem Bahnhof den Weg zum Prättigauer Höhenweg ein, welcher der ganzen Rätikon-Kette entlangführt.

## Sehenswürdigkeiten
- Reformierte Kirche Igis
- Schloss Marschlins
- Bahnhof Landquart
- Historisches Rollmaterial der Rhätischen Bahn (15 Fahrzeuge)
- Lokomotiv-Remise
- Fabrikantenvilla
- ÖKK-Hauptsitz Ostschweiz (2002), Architekten: Valentin Bearth, Andrea Deplazes, Daniel Ladner[8]
- Hörsaal Weber (2011), Architekt: Valerio Olgiati

## Persönlichkeiten von Landquart
Folgende Persönlichkeiten sind in Landquart (beziehungsweise in den ehemaligen Gemeinden Igis, Mastrils) geboren oder haben lange hier gelebt.
- Julius Billeter (1869–1957), Genealoge
- Gerhard Bühler (1868–1940), Maler
- Peter Theophil Bühler (1841–1913), Politiker
- Valentin Bühler (1835–1912), Jurist
- Thomas Davatz (1815–1888), Lehrer pietistischer Prägung
- Conrad Hans Eugster (1821–1912), Chemiker und Hochschullehrer
- Hans P. Eugster (1925–1987), Mineraloge, Petrologe und Geochemiker
- Petra Kundert (* 1980), Unihockeyspielerin
- Luzi Michel (1841–1876), reformierter Geistlicher
- Lucius Rüedi († 1870), Lungenarzt
- Meta von Salis (1855–1929), Frauenrechtlerin und Historikerin
- Carl Ulysses von Salis-Marschlins (1760–1818), Gelehrter und Politiker
- Ulysses von Salis-Marschlins (1728–1800), Freiherr und Reformer
- Martin Tschumpert (1830–1911), reformierter Pfarrer und Mundartforscher
- Rainer Weibel (1921–2002), Unternehmer und Politiker
- Rudolf Wening (1893–1970), Bildhauer, Maler, Zeichner und Hofbildhauer des Königs von Siam

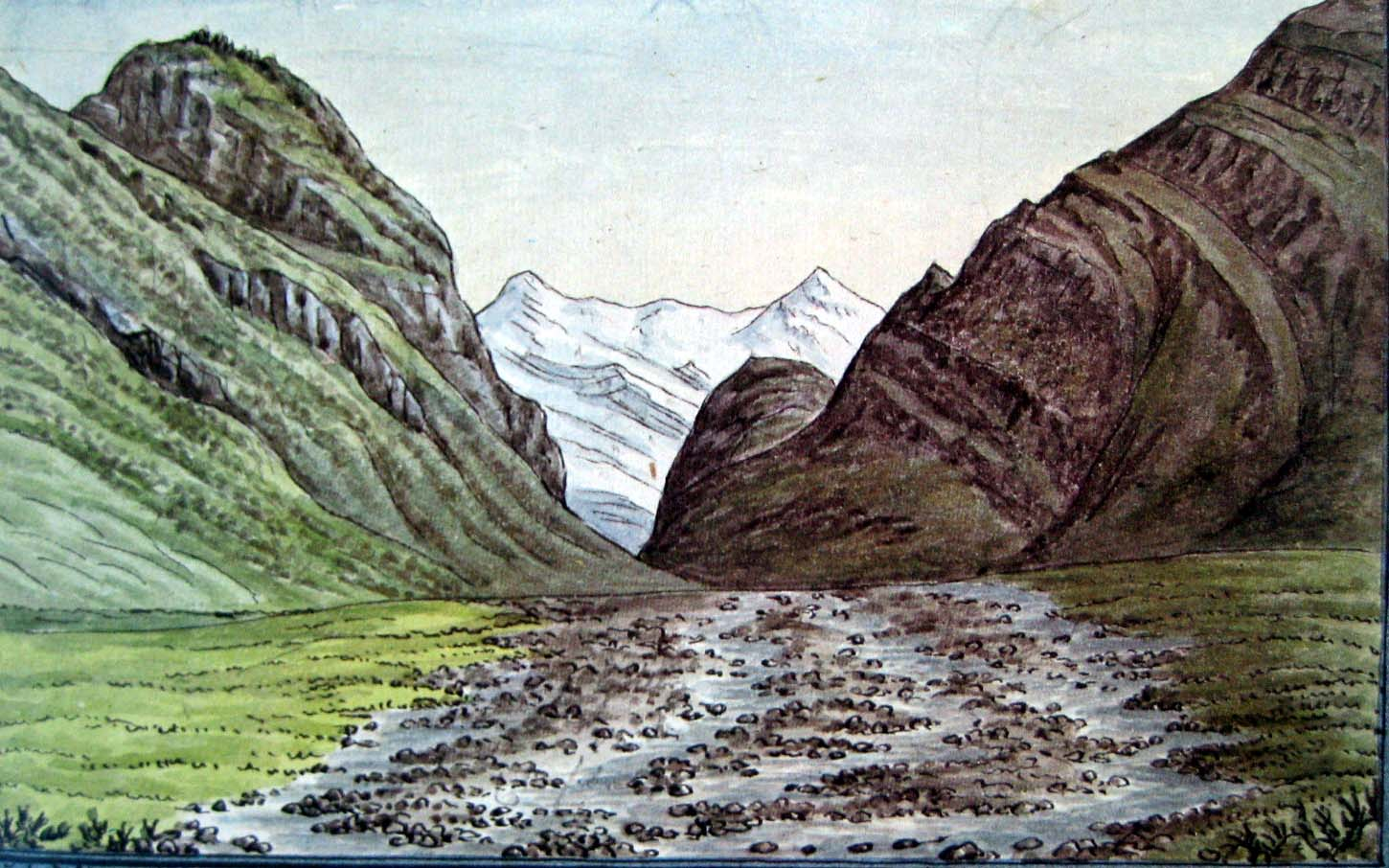
Bei Landquart am 13. Februar 1818, Blick nach Osten, Aquarell von Hans Conrad Escher von der Linth
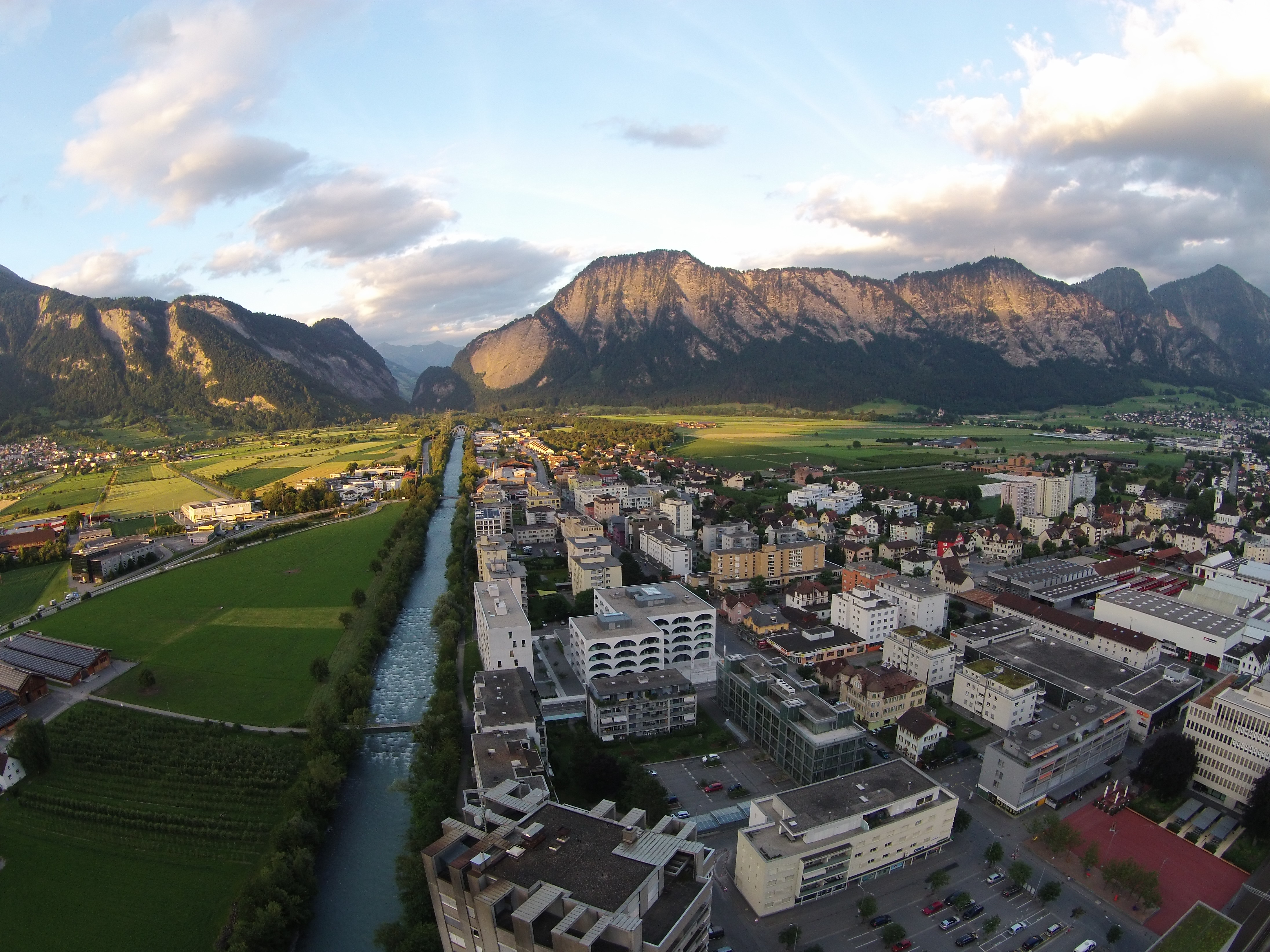
Landquart Bahnhof am 11. Juni 2017, Blick nach Osten
Herstellung des Wappens Landquart für eine Lokomotive der SBB